# ジークフリート・ハントローザー
ジークフリート・アドルフ・ハントローザー（Siegfried Adolf Handloser 1895年3月25日 - 1954年7月3日）は、ドイツの軍人、医学者。医学者としてはProf. Dr. med （教授・医学博士）の称号を持ち、また軍人としての最終階級は陸軍軍医大将である。第二次世界大戦中に国防軍衛生本部長官などを歴任した。ニュルンベルク裁判の後に行われた医者裁判で裁かれた被告の1人。

## 経歴
1895年3月25日、バーデン大公国のコンスタンツにて音楽監督の父コンスタンチンと母アンナ・マリアの元に生まれた。1903年、ベルリンのヴィルヘルム皇帝軍事医科大学校に入学。1910年には医師国家試験に合格した上で卒業、陸軍軍医少尉に任官。1911年には「腸チフスの具体的な治療法」と題した論文で博士号を取得した。その後第一次世界大戦に従軍し、敗戦後の一時期はギーセン大学病院などに医師として勤務した。1928年1月から国軍省の陸軍軍医総監部に配属される。1932年5月1日までに軍医少将への昇進を果たし、第5軍団/軍管区に軍管区付軍医として配属される。1935年にはドレスデンの第3軍集団の軍集団付軍医、1938年4月1日には軍医中将に昇進してウィーンの第5軍集団の軍集団付軍医となる。1939年には第14軍及び第12軍にて軍付軍医を務め、1941年1月1日に軍医大将に昇進すると共に陸軍衛生総監に就任した。
1942年6月、国防軍最高司令部内に新設された国防軍衛生本部の長官に就任した。これによって彼は軍全体の医療・衛生における最高責任者となったため、後に国防軍の軍医や衛生兵が捕虜に対して行った戦争犯罪の責任を追及されることになる。
また、ハントローザー及び国防軍衛生本部は占領地における慰安婦の調達や慰安所の経営に関与したことも知られている。彼が計画した欧州における慰安所の管理及び運営は、ヴィシー政権下のフランスにおいて最初に遂行された。1943年1月には各戦線における国防軍の重要拠点への設置を宣言している。

## 第二次世界大戦後

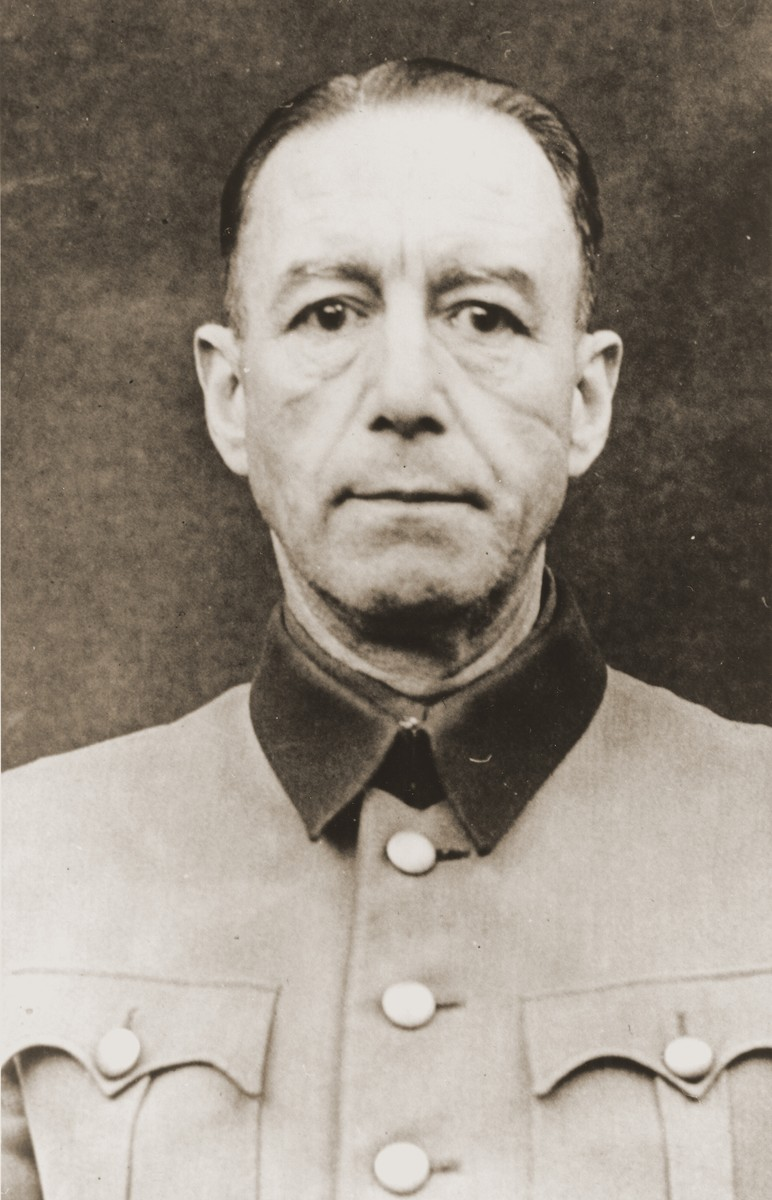
医者裁判の際に撮影されたマグショット

1946年12月9日に捕虜となり、1947年7月19日には医者裁判において起訴され、戦争犯罪及び人道に対する罪で有罪判決を受け、終身刑を宣告された。
ハントローザーは判決に対して、少なくとも低温実験やサルファ剤実験、チフス感染実験などの人体実験については親衛隊が管轄する強制収容所で行われたのであり、国防軍の将兵が関与したものではないと反論した。しかし結局は親衛隊・警察医学総監だったエルンスト＝ロベルト・グラヴィッツも陸海空軍の軍医総監と同様に国防軍衛生本部長官たるハントローザーの指揮下にあったとされ、国防軍及び親衛隊の全ての衛生・医療に関してハントローザーが責任を負うものと見なされた。
1951年1月31日、アメリカの高等弁務官ジョン・J・マクロイによって懲役20年に減刑され、まもなく健康上の理由によりランツベルク戦犯収容所から釈放された。1954年7月3日にミュンヘンの病院にて癌のために病死した。

## 勲章・記章
- 一級・二級鉄十字章(1914年版)[1]
- ホーエンツォレルン家勲章剣付三級名誉十字章[1]
- ツェーリング獅子勲章剣付二級騎士十字[1]
- ハンザ同盟十字章(ハンブルク)[1]
- 一級フリードリッヒ十字章[1]
- 戦争章付フランツ＝ヨーゼフ勲章騎士十字章[1]
- オーストリア二級赤十字記章[1]